# Elza Nyssen-Vandenabeele
Elza Nyssen-Vandenabeele (Deurne (Antwerpen), 1931) is een Belgisch heemkundige en gepensioneerde onderzoekster, bekend om haar uitgebreide bijdragen aan het behoud en de studie van het erfgoed en de natuur in de Voerstreek.

## Biografie
Elza Vandenabeele behaalde in 1955 het diploma van Licentiaat in de Geografie aan de Rijksuniversiteit Gent. Zij is de weduwe van Jaak Nyssen (1926–2009), een veearts en heemkundige. Samen kregen ze zeven kinderen, waaronder Jan Nyssen en Koen Nyssen. Ze heeft zich voornamelijk gericht op streekgeschiedenis en natuuronderzoek.

## Heemkundige en culturele betrokkenheid
Ze was jarenlang actief in de heemkunde en culturele verenigingen in de Voerstreek, waaronder:
- KVLV Voeren (Katholieke Vlaamse Landelijke Vrouwen)[3]
- Parochieraad Sint-Martens-Voeren[4]
- Heemkundige Kring Visé
- Likona (Limburgse kring voor natuur- en heemkunde)[5]

## Onderzoek en publicaties
Elza Nyssen-Vandenabeele leverde belangrijke bijdragen aan het erfgoedonderzoek in de regio, met speciale aandacht voor:
- De geschiedenis van molens in de Voerstreek (bijvoorbeeld in het werk Molenhoekje: Voerstreek en omliggende)[6]
- Akkerbouwtaluds in de Voerstreek, waaronder de Martelberg[7]
- Verslagen van excursies en bezoeken, zoals aan de Algemene Begraafplaats in Maastricht[8]
- Studies over lokale flora en fauna, zoals publicaties in het Natuurhistorisch Maandblad Maastricht[9]

## Onderscheidingen
In 2014 ontving ze de Cultuurprijs van de Cultuurraad Voeren voor haar jarenlange inzet voor het behoud van het cultureel en natuurlijk erfgoed van de Voerstreek.